# Podgórz (województwo lubelskie)
Podgórz – wieś w Polsce położona w województwie lubelskim, w powiecie opolskim, w gminie Wilków.
Wieś szlachecka Podgórze położona była w drugiej połowie XVI wieku w powiecie lubelskim województwa lubelskiego. W latach 1975–1998 miejscowość położona była w województwie lubelskim.
Wieś stanowi sołectwo w gminie Wilków. Według Narodowego Spisu Powszechnego z roku 2011 wieś liczyła 127 mieszkańców.
Wierni Kościoła rzymskokatolickiego należą do parafii św. Floriana i św. Urszuli w Wilkowie.

## Historia
Wieś notowana w roku 1409 w źródłach do połowy XVII w. występuje jako Podgórze.
W XV w. była także w użyciu inna nazwa tej wsi – „Podgrodzie”, którą w 1446 r. zapisano „Potgrodzie”, a w 1482 r. „Podgrodzie” w parafii Wilków. O tym, że obie nazwy odnoszą się do jednej wsi, świadczy fakt, iż w Podgrodziu były posiadłości Januszka sołtysa z Kurowa, Płonek, Wielkiego i Woli Wielickiej, którego synowie w latach następnych mają dziedzictwo w Podgórzu (w 1456 r. – Piotr Januszkowicz, a w roku 1467 Piotr i Jakub Januszkowicze z Podgórza). Nazwa Podgrodzie była zapewne starsza i wiązała się z istniejącym tutaj we wczesnym średniowieczu grodem którego ślady z okresu VIII-XIII zostały odkryte na terenie wsi. Nazwa Podgórze powstała jak się przypuszcza w związku z zanikaniem pamięci o istniejącym w przeszłości grodzie.
W połowie XV wieku wieś płaciła dziesięciny na rzecz klasztoru świętokrzyskiego i plebana Wilkowa. W roku 1443 Klemens archidiakon lubelski jako komisarz soboru bazylejskiego przysądza opactwu świętokrzyskiemu przeciwko plebanowi Wilkowa dziesięcinę snopową z łanów kmiecych w Podgórzu oszacowaną na 3 grzywny którą klasztor pobiera od ponad 40 lat, „od tak dawna, że pamięć ludzka nie sięga”. Według zapisów z lat 1470–1480 dziesięcinę snopową i konopną z 4 łanów kmiecych wartości do 2 grzywien dowożą klasztorowi świętokrzyskiemu, a z 2 folwarków rycerskich dziesięcinę snopową pobiera plebsn Wilkowa (Długosz L.B. t.II s.554; t.III s.248-9). Podobnie w roku 1521 dziesięcina pobierana była z Podgrodzia, w 1529 z folwarków dziesięcina snopowa wartości 1,5 grzywny należy do plebana Wilkowa (Liber Retaxationum 441). W latach 1626 do 1819 dziesięcina płacona jest wspólnie z Mięćmierzem.
Podgórz w wieku XIX stanowił wieś i folwark w powiecie nowoalekaandryjskim (puławskim), gminie Rogów, parafii Wilków. W roku posiadał 26 osad z gruntem 279 mórg folwark 9 budynków i 568 mórg. Należał do dóbr Dobre. Eksploatowano tu pokłady marglu i kamienia wapiennego był także wiatrak.